# Teste de Lundh
O teste de Lundh é um teste de função da função exócrina da glândula pâncreas, usado quando um doente tem esteatose e se suspeita de pancreatite crónica com falência pancreática.
O papel exócrino do pâncreas envolve a libertação de várias enzimas digestivas, incluindo lipase e proteases, como a tripsina, em resposta à estimulação hormonal após a ingestão. Distúrbios do pâncreas, incluindo pancreatite crônica, fibrose cística e cancro pancreático podem levar à diminuição da atividade exócrina pancreática.
O teste de Lundh envolve colocar um tubo com múltiplos canais no duodeno. Este tubo tem buracos no estômago e no duodeno. Uma refeição composta de proteínas, glícidos e gorduras é injetada no estômago. Tipicamente usa-se um pró-cinético como a metoclopramida para acelerar o processo. Uma amostra do suco duodenal é tirada aos 30 minutos e depois a cada 30 minutos até às duas horas. A atividade medida é essencialmente a da tripsina. Um teste positivo é definido pela baixa atividade de tripsina na média das amostras e é sugestivo de diminuição da função exócrina do pâncreas.
Um teste de Lundh positivo é indicativo de diminuição da função exócrina do pâncreas, mas teoricamente pode ser positivo se houver falta de liberação de colecistocinina.